# Ібіс чорний
Ібіс чорний (Phimosus infuscatus) — вид пеліканоподібних птахів родини ібісових (Threskiornithidae).

## Поширення
Вид поширений в Південній Америці. Ареал виду розділений на дві частини: північна частина ареалу охоплює Колумбію та Венесуелу; інша субпопуляція охоплює частину південного сходу Бразилії, Парагвай, північний схід Болівії, Уругвай та північ Аргентини. Мешкає на відкритих болотах, саванах, заболочених ділянках, затоплених луках та рисових полях. Хоча це рівнинний птах, його спостерігали в гірських районах висотою до 2600 м у Колумбії.

## Опис
Тіло завдовжки 46-56 см, вагою близько 600 г. Він має чорне або темно-коричневе оперення практично по всьому тілу із зеленуватими або бронзовими відтінками на шиї та крилах. Від основи дзьоба до задньої частини очей, він має ділянку оголеної шкіри без пір'я яскравого червонуватого або рожевого кольору. У птаха довгий вигнутий дзьоб на довгі ноги червонуватого або рожевого кольору.